# Sagano-lijn
De Sagano-lijn (Japans: 嵯峨野線, Sagano-sen) is de onofficiële bijnaam van het oostelijkste deel van de San'in-spoorlijn tussen Kioto en Nantan (station Sonobe) in de prefectuur  Kioto en maakt deel uit van het netwerk van openbaar vervoer in de agglomeratie Osaka-Kobe-Kioto. De lijn wordt geëxploiteerd door JR West. 

## Geschiedenis
Hoewel de lijn officieel in 1988 werd geopend rijden er al sinds 1897 treinen op delen van het traject van de Sagano-lijn. In 1909 werd het traject tussen Kioto en Sonobe de Kioto-lijn genoemd. Sinds 1988 heeft dit traject de huidige (bij)naam.

## Sagano Kankō-lijn
De Sagano Kankō Tetsudō (嵯峨野観光鉄道, Sagano Toeristische Spoorweg) is een spoorlijn die gebruikmaakt van een in onbruik geraakt gedeelte van de Sagano-lijn. De Sagano-lijn werd in 1989 omgelegd en rijdt thans via Saga-Arashiyama naar Umahori, maar het oude traject was populair bij toeristen. In 1991 werd het oude traject heropend als een toeristische spoorlijn met een oude locomotief en oude treinstellen (te vergelijken met een museumspoorlijn).

## Treinen
- Kaisoku (快速, Intercity), stopt in Kioto, Nijō, Saga-Arashiyama, Emmachi en alle stations tussen Kaneoka en Sonobe.
- Futsu (普通, stoptrein), stopt op elk station.

## Stations
| Station                                 | Japans       | Verbindingen | Wijk        | Stad    | Prefectuur |
| --------------------------------------- | ------------ | --- | ----------- | ------- | ---------- |
| Kioto                                   | 京都         | JR West: Tokaido Shinkansen, Biwako-lijn, Kosei-lijn, Nara-lijn Kintetsu: Kioto-lijn Metro van Kioto: Karasuma-lijn | Shimogyō-ku | Kioto   | Kioto      |
| Umekōji-Kyōtonishi                      | 梅小路京都西 | | Shimogyō-ku | Kioto   | Kioto      |
| Tambaguchi                              | 丹波口       | | Shimogyō-ku | Kioto   | Kioto      |
| Nijō                                    | 二条         | Metro van Kioto: Tōzai-lijn                                                                                         | Nagakyo-ku  | Kioto   | Kioto      |
| Emmachi                                 | 円町         | | Nagakyo-ku  | Kioto   | Kioto      |
| Hanazono                                | 花園         | | Ukyo-ku     | Kioto   | Kioto      |
| Uzumasa                                 | 太秦         | | Ukyo-ku     | Kioto   | Kioto      |
| Saga-Arashiyama                         | 嵯峨嵐山     | Sagano Kankō-lijn                                                                                                   | Ukyo-ku     |         | Kioto      |
| Hozukyō                                 | 保津峡       | | Kameoka     | Kameoka | Kioto      |
| Umahori                                 | 馬堀         | Sagano Kankō-lijn                                                                                                   | Kameoka     | Kameoka | Kioto      |
| Kameoka                                 | 亀岡         | | Kameoka     | Kameoka | Kioto      |
| Namikawa                                | 並河         | | Kameoka     | Kameoka | Kioto      |
| Chiyokawa                               | 千代川       | | Kameoka     | Kameoka | Kioto      |
| Yagi                                    | 八木         | | Nantan      | Nantan  | Kioto      |
| Yoshitomi                               | 吉富         | | Nantan      | Nantan  | Kioto      |
| Sonobe                                  | 園部         | | Nantan      | Nantan  |            |
| Richting Fukuchiyama via de San'in-lijn |              | |             |         |            |

Shinkansen: Sanyō

Hoofdlijn: Hokuriku · Kansai · Kisei · San'in · Sanyō · Takayama · Tōkaidō

Regionaal: Akō · Bantan · Etsumi-Hoku · Fukuchiyama · Fukuen · Gantoku · Geibi · Hakubi · Hibi · Honshi-Bisan · Inbi · Jōhana · Kabe · Kakogawa · Katamachi · Kibi · Kishin · Kisuki · Kure · Kusatsu · Maizuru · Mine · Nanao · Ohama · Oito · Onoda · Sakai · Sakurai · Sanko · Tsuyama · Ube · Uno · Wakayama · Yamaguchi

Voorstadsnetwerk:  Biwako ·  Gakkentoshi (Katamachi) ·  Hanwa ·  Kansai Airport ·  Kobe ·  Kosei ·  Kioto · Nara · Osaka-ringlijn · Osaka Higashi ·  Sagano ·  Tozai ·  Yamatoji · Yumesaki